# Provinciale weg 252
De provinciale weg 252 (N252) is een provinciale weg in de Nederlandse provincie Zeeland. De weg loopt in Zeeuws-Vlaanderen en verbindt de N62 ten westen van Terneuzen met de Nederlands-Belgische grens bij Sas van Gent. Op Belgische grondgebied loopt in het verlengde van de weg de N474 naar Zelzate. De weg loopt grotendeels parallel aan het Kanaal Gent-Terneuzen, enkel bij Sluiskil volgt de weg een westelijker tracé, om als rondweg rond de kern te verlopen.
De weg is uitgevoerd als tweestrooks-gebiedsontsluitingsweg met buiten de bebouwde kom een maximumsnelheid van 80 km/h. De weg draagt achtereenvolgens de namen Herbert H. Dowweg, Buitenhaven en Westkade.
Sinds 2003 loopt parallel aan de N252 de N62, die Zuid-Beveland met de Gentse agglomeratie verbindt. Doorgaand verkeer wordt vooral over de N62 afgewikkeld, waardoor de N252 vooral gebruikt wordt door lokaal verkeer tussen Terneuzen, Sluiskil en Sas van Gent.
N62 · N69 · N251 · N252 · N253 · N254 · N255 · N256/A256 · N257 · N258 · N260 · N261 · N262 · N263 · N264 · N266 · N267 · N268 · N269 · N270/A270 · N271 · N272 · N273 · N274 · N275 · N276 · N277 · N278 · N279 · N280 · N281 · N282 · N283 · N284 · N285 · N286 · N287 · N288 · N289 · N290 · N291 · N292 · N293 · N294 · N295 · N296 · N296n · N297 · N298 · N300 · N321 · N322 · N324 · N329 · N389 · N394 · N395 · N396 · N397

N556 · N562 · N564 · N570 · N572 · N590 · N595 · N598 · N601 · N602 · N605 · N607 · N612 · N613 · N615 · N616 · N617 · N618 · N620 · N622 · N625 · N629 · N631 · N632 · N637 · N638 · N639 · N640 · N641 · N651 · N652 · N653 · N654 · N655 · N656 · N658 · N659 · N660 · N661 · N662 · N663 · N664 · N665 · N666 · N667 · N668 · N669 · N670 · N671 · N673 · N674 · N675 · N676 · N682 · N683 · N686 · N689 · N690 · N831 · N843

Voormalige provinciale wegen: N299 · N551 · N552 · N553 · N554 · N555 · N560 · N561 · N563 · N565 · N566 · N567 · N568 · N571 · N574 · N580 · N581 · N582 · N583 · N584 · N585 · N586 · N587 · N588 · N589 · N591 · N592 · N593 · N594 · N596 · N597 · N603 · N604 · N606 · N608 · N610 · N611 · N614 · N619 · N621 · N623 · N624 · N626 · N628 · N630 · N634 · N642 · N657